# Misséni
Misséni is een gemeente (commune) in de regio Sikasso in Mali. De gemeente telt 47.500 inwoners (2009).
De gemeente bestaat uit de volgende plaatsen:
- Bia
- Cissimé
- Déléou
- Dovong
- Gouan
- Kafiguéba
- Kafiguédéni
- Kalé
- Katiélé
- Kébéni
- Lougouani
- Massiogo
- Misséni
- N'Ganganoma
- N'Goko
- Pitiangoma
- Siémé
- Téguéré
- Zanfasso
- Zékoun